# Тё, Исаму
Исаму Тё (яп. 長勇 Тё: Исаму, 19 января 1895, Касуга, Фукуока — 23 июня 1945, Окинава) — японский военный деятель, путчист, приверженец крайних националистических взглядов. Покончил жизнь самоубийством, чтобы не сдаться американцам после битвы за Окинаву.

## Биография
Родился в префектуре Фукуока. В 1916 году окончил Военную академию Императорской армии, в 1928 году окончил Высшую военную академию.
В 1930 году капитан Тё вместе с подполковником Кингоро Хасимото основал ультранационалистическое общество Сакуракай, задачей которого была «реставрация Сёва» — то есть военный переворот и установление абсолютной власти императора. Участвовал в неудавшихся военных путчах в марте и октябре 1931 года (по планам заговорщиков, в случае успеха Тё стал бы главой полиции Токио). Был арестован, но тюремного срока не получил, а лишь был переведён в Маньчжурию.
В 1937 году служил в штабе японского экспедиционного корпуса в Китае. Во время битвы за Нанкин служил адъютантом принца Асака. Некоторые историки считают, что именно Тё отдал приказ расстрелять всех китайских военнопленных после битвы, однако документальных доказательств этого не сохранилось.
В 1938 году Тё командовал 74-м пехотным полком в Китае. В 1939 — начальник штаба 26-й дивизии и организатор не получившей императорской поддержки провокации на советской границе. В 1940 году был переведён на Тайвань; в 1940—1941 — начальник штаба японской экспедиционной армии в Индокитае. В 1941 году служил в Военном министерстве в Токио, после чего в 1941—1942 был снова направлен в Индокитай.
В 1942—1944 командовал 10-й дивизией, которая в те годы входила в часть Квантунской армии. В 1944 году Тё получил звание генерал-лейтенанта и служил в штабе Квантунской армии.
В 1945 году Тё был назначен начальником штаба 32-й армии на Окинаве. В битве за остров был сторонником наступательной стратегии. Убедил генерал-лейтенанта Усидзиму провести контратаку 4 мая, которая окончилась провалом и огромными потерями. 23 июня 1945 года, исчерпав возможности к сопротивлению, Усидзима и Тё совершили сэппуку.

## Характер
Тё был известен пристрастием к женщинам и спиртному — но одновременно он был и глубоко верующим буддистом, и даже во время войны ежедневно изучал Лотосовую сутру.